# Mont Camelot
Le mont Camelot (en anglais : Mount Camelot) est un sommet situé dans le chaînon Alamein (en), dans le centre de la chaîne Freyberg en Antarctique, dont c'est le point culminant avec 2 590 mètres d'altitude.
Nommé par le New Zealand Antarctic Place-Names Committee en 1968, il porte le nom de Camelot, un château de la légende arthurienne.